# Dusan Sakota
Dusan Sakota (griechisch Ντούσαν Σάκοτα, ursprünglich serbisch Душан Шакота/Dušan Šakota; * 22. April 1986 in Belgrad, SR Serbien) ist ein ehemaliger griechischer Basketballer serbischer Abstammung, der bei einer Körpergröße von 2,10 m auf der Position des Power Forward spielte.

## Karriere
Dusan Sakota galt lange Zeit als eines der größten Nachwuchstalente des griechischen Basketballs. Der Sohn des bekannten serbischen Trainers Dragan Šakota begann seine Karriere bei AEK Athen, bevor er im Sommer 2003 zu Panathinaikos Athen wechselte. Mit Panathinaikos konnte Sakota neben fünf nationalen Meisterschaften und vier Pokalsiegen 2007 und 2009 den renommiertesten europäischen Vereinswettbewerb EuroLeague gewinnen. Mit der U-19-Jugendnationalmannschaft Griechenlands gewann Sakota 2003 die Bronzemedaille bei der Junioren-Weltmeisterschaft. In der Saison 2007/2008 wurde Sakota an Panionios Athen verliehen. Nach seinem erneuten Triple-Gewinn mit Panathinaikos wechselte Sakota 2009 zu Scavolini Pesaro nach Italien.
Am 25. April 2010 prallte Sakota in einer Partie gegen Teramo Basket mit Giuseppe Poeta zusammen. Zunächst spielte er weiter, musste jedoch in der folgenden Nacht sowie knapp zwei Tage später am Zwölffingerdarm operiert werden, um innere Blutungen zu stoppen. Nach einer gut einjährigen Rekonvaleszenz gab Sakota zu Beginn der Spielzeit 2011/12 sein Comeback beim belgischen Verein Telenet aus Ostende. Zum Jahreswechsel wechselte er dann in die russische Profiliga zu Jenissei nach Krasnojarsk in Sibirien.
Für die Saison 2012/13 wechselte Sakota erneut nach Italien und spielte beim erfolgreichsten europäischen Verein der 1970er Pallacanestro Varese, der jedoch im zurückliegenden Jahrzehnt eher zwischen erster und zweiter italienischer Liga pendelte.

## Erfolge
- Griechischer Meister: 2004, 2005, 2006, 2007, 2009
- Griechischer Pokalsieger: 2005, 2006, 2007, 2009, 2018
- EuroLeague: 2007, 2009
- Champions League: 2018
- Intercontinental Cup: 2019
- Bronzemedaille der U19-Weltmeisterschaft: 2003

## Auszeichnungen
- Teilnahme an der U19-Weltmeisterschaft: 2003